# Vardø
Vardø (ejtsd: vardő; finnül: Vuoreija vagy Vuorea, északi számiul: Várggát) sziget és kikötőváros Norvégia északkeleti perifériáján, Finnmark megyében. Mintegy 65 kilométerre az orosz határtól, két kilométerre a Varanger-félsziget északkeleti partjától, a Varanger-fjord bejáratának közelében.
A városnak jelentős kvén lakossága van, akik a 19. században vagy előtte betelepült finnek leszármazottai.

## Földrajz

### Éghajlat
Norvégia legkeletibb városa (még Isztambultól is keletebbre fekszik). Barents-tengeri kikötője a meleg Észak-atlanti-áramlatnak köszönhetően egész évben jégmentes. Átlaghőmérséklete júliusban 9,1, januárban pedig az szélességi körhöz mérten mérsékelt ‒5,1 °C.
| Hónap                                      | Jan. | Feb. | Már. | Ápr. | Máj. | Jún. | Júl. | Aug. | Szep. | Okt. | Nov. | Dec. | Év   |
| ------------------------------------------ | ---- | ---- | ---- | ---- | ---- | ---- | ---- | ---- | ----- | ---- | ---- | ---- | ---- |
| Átlagos max. hőmérséklet (°C)              | −2,7 | −3,0 | −1,6 | 0,8  | 4,5  | 8,5  | 11,5 | 11,1 | 8,4   | 4,0  | 0,7  | −1,4 | 3,4  |
| Átlaghőmérséklet (°C)                      | −5,1 | −5,4 | −3,6 | −1,1 | 2,5  | 6,2  | 9,2  | 9,1  | 6,6   | 2,4  | −1,3 | −3,7 | 1,4  |
| Átlagos min. hőmérséklet (°C)              | −7,7 | −7,9 | −5,8 | −3,0 | 0,7  | 4,3  | 7,3  | 7,4  | 4,9   | 0,7  | −3,4 | −6,1 | −0,7 |
| Átl. csapadékmennyiség (mm)                | 55   | 41   | 34   | 33   | 30   | 42   | 49   | 55   | 54    | 58   | 59   | 53   | 563  |
| Forrás: Norwegian Meteorological Institute |      |      |      |      |      |      |      |      |       |      |      |      |      |

## Történelem
1769. június 3-án a magyar csillagász jezsuita Hell Miksa itt figyelte meg rendtársa, Sajnovics János társaságában a Vénusz áthaladását a Nap előtt. Sajnovics ezt az expedíciót használta fel arra, hogy adatokat gyűjtsön későbbi könyvéhez a magyar és a számi (lapp) nép nyelvének hasonlóságairól, amely a magyar nyelv finnugor eredete kutatásának alapműve lett.
1944-ben a megszálló németek csaknem teljesen lerombolták a várost, és lakói közül sokat megöltek.
1998-ban telepítette ide az Amerikai Egyesült Államok a Globus II. radart, amivel nagy diplomáciai vihart kavart. Az amerikaiak szerint a radar az űrszemét megfigyelésére szolgált volna, de Oroszország közelsége és a radar feltételezett kapcsolata az amerikai rakétaelhárító-rendszerekkel gyanút keltett.

## Gazdaság
A sziget lakói főleg halászatból és halfeldolgozásból élnek, de a turizmus is egyre inkább erőre kap.

## Közlekedés
A szigetet Norvégia első – 1982-ben épített, mintegy három kilométer hosszú – tenger alatti alagútja köti össze a szárazfölddel. Kis repülőtere is van és a szigetre a Hutriguten cég kompjai is járnak. A város az E75-ös európai útvonal északi végpontja. (Az E75 Kréta szigetéről indul, Sitia kikötővárosból.)

## Turizmus
Fő turistalátványosságai: a 13. században épített erődítmény, a Vardøhus Festning (jelenlegi formáját 1734-ben nyerte el), az Atlanti fal német erődítményei, illetve a sziget madárkolóniái. Az erődben láthatók Vardø vörösberkenyefái, amelyeknek a helyiek gondoskodása nélkül nem élhetnének ezen az éghajlaton.

## Külső hivatkozások
- Turistainformációk és képek Vardøről Archiválva 2021. december 14-i dátummal a Wayback Machine-ben (stad.com) (angolul)
- Vardøről, képekkel Archiválva 2017. július 4-i dátummal a Wayback Machine-ben (rlb.no) (angolul)
- Varanger.com – Turistainformációk a Varanger régióról (angolul)
- Régi gyeptetős ház Vardøben, kép
- Hetesi Zsolt: Hell Miksa és Sajnovics János nyomában Archiválva 2008. június 12-i dátummal a Wayback Machine-ben